# Pietra Ferrari
 Pietra Ferrari (São Paulo, 5 de fevereiro de 1977) é uma apresentadora e modelo brasileira.

## Biografia
Pietra foi descoberta pela agência Elite e fez trabalhos publicitários desde os 17 anos, inicialmente não tinha pretensão de seguir carreira de modelo, porém despontou para o sucesso, paralelamente formou-se em Comércio Exterior.
Além de capas de revista e desfiles, foi  assistente de palco no Caldeirão do Huck da TV Globo, começou a investir em cursos de canto, jazz, musculação e teatro,  ganhou notoriedade como garota-propaganda da cerveja Kaiser.
Realizou ensaios sensuais para a revista Trip, os sites The Girl e Paparazzo. Em 2004 foi a sensação da SP Fashion Week após um surpreendente desfile, e capa da revista masculina Playboy em julho do mesmo ano.
Apresentou o MTV Al Dente, foi repórter do Melhor da Tarde, da Band e comandou o programa Rolé, de esportes radicais do SporTV, atualmente é repórter da TV Aratu (Emissora filiada do SBT na Bahia).

### Vida pessoal
Filha primogênita de família de classe média alta paulistana, o pai é um canadense criado na Itália, Giuseppe e a mãe, a brasileira Solange, tem três irmãs.
Morou na Europa, nas cidades de Zurique e Milão, namorou o também modelo Ale Pires. Casou em 31 de março de 2007 com o empresário baiano Marcelo Rangel, ex da cantora Ivete Sangalo. Em 15 de julho de 2008, nasceu Luna, sua primeira filha. No início de 2010 foi mãe pela segunda vez, novamente de uma menina, que se chama Mel.

## Carreira

### Televisão
Programas
- Caldeirão do Huck .... assistente de palco
- Al Dente .... apresentadora
- Melhor da Tarde .... repórter
- Rolé .... apresentadora

### Teatro
- 2002 - Zero de Conduta